# Urotocus tholonetensis
Urotocus tholonetensis är en plattmaskart. Urotocus tholonetensis ingår i släktet Urotocus och familjen Leucochloridiidae. Inga underarter finns listade i Catalogue of Life.